# Lucca Viery
Lucca Viery (São José dos Campos, 5 de Setembro de 1989) é um palestrante motivacional, mágico profissional e autor brasileiro, conhecido por unir mágica, conteúdo emocional e propósito em apresentações voltadas ao desenvolvimento humano e profissional. É o criador da metodologia “Descubra sua Mágica”, que tem como pilares o Conhecimento, a Emoção, o Propósito e a Atitude.

## Biografia e Formação
Lucca Viery é graduado em Publicidade e Propaganda pela Universidade do Vale do Paraíba (UNIVAP) e formado em Artes Mágicas pela Academia Brasileira de Artes Mágicas de São Paulo.
Possui diversas certificações complementares, entre elas:
- Master em PNL – Instituto Ferrarezi
- Inteligência Emocional, Propósito e Qualidade de Vida, Segurança no Trabalho, Comunicação e Atendimento ao Cliente – Escola Nacional de Administração Pública (ENAP)
- Comunicação Empresarial e Ludicidade como Instrumento Pedagógico – Instituto Federal do Rio Grande do Sul
- Comédia e Teatro – Humanidhas Trupe
- A Arte de Falar em Público – ENAP

## Trajetória como Palestrante
Lucca iniciou sua carreira profissional combinando sua formação artística com habilidades de comunicação e comportamento humano. Ao longo de mais de 15 anos de atuação, tornou-se uma referência nacional em palestras motivacionais com linguagem lúdica, sendo autor do livro “A Mágica Está em Você”, lançado na Bienal do Livro de São Paulo.
Utilizando sua metodologia, Lucca Viery apresenta Palestras Mágicas para empreendedores, professores e profissionais de todas as áreas, abordando os assuntos de vendas, educação, liderança, segurança no trabalho e motivação.
Já palestrou em todos os estados do Brasil e participou de eventos como:
- Palestrou no IV CONGRESSO INTERNACIONAL DE GESTÃO, TECNOLOGIA E INOVAÇÃO - URI Erechim,[9] no Congresso Educacional Ativa Educar[10] e Circuitos pelo Brasil - SEBRAE.[11][11][12][13]

## Prêmios
Aos 12 anos de idade Lucca Viery foi Premiado nos Congressos Brasileiros de Mágico e depois recebeu outros premios:
- 2003 – Premiado na Convenção Nacional de Mágicos
- 2004 – Premiado no Congresso Brasileiro de Mágicos
- 2006 – Premiado no Congresso Brasileiro de Mágicos[14]
- 2013 – Premio Qualidade Arte Brasil[15]
- 2014 – Premiado no Congresso Goiano de Mágicos[16]

## Obras Publicadas
- A Mágica Está em Você – obra baseada em sua história pessoal, com reflexões sobre superação, propósito e transformação interior.[17]